# Paris-Roubaix 2021
Paris-Roubaix 2021 a fost ediția a 118-a cursei clasice de ciclism Paris-Roubaix, cursă de o zi. Inițial prevăzută a se desfășura pe data de 11 aprilie 2021, cursa a fost amânată pentru 3 octombrie din cauza pandemiei de Covid-19. Cursa a făcut parte din calendarul UCI World Tour 2021.

## Echipe participante
Întrucât Paris-Roubaix este un eveniment din cadrul Circuitului mondial UCI 2021, toate cele 19 echipe UCI au fost invitate automat și obligate să aibă o echipă în cursă. Șase echipe profesioniste continentale au primit wildcard.

### Echipe UCI World
| - AG2R Citroën Team - Astana-Premier Tech - Bora–Hansgrohe - Cofidis - Deceuninck–Quick-Step - EF Education-Nippo - Groupama–FDJ - Ineos Grenadiers - Intermarché-Wanty-Gobert Matériaux - Israel Start-Up Nation | - Lotto Soudal - Movistar Team - Team Bahrain Victorious - Team BikeExchange - Team DSM - Team Jumbo–Visma - Team Qhubeka Assos - Trek-Segafredo - UAE Team Emirates |  |

### Echipe continentale profesioniste UCI
| - Alpecin-Fenix - Arkéa-Samsic - B&B Hotels p/b KTM | - Bingoal-WB - Delko - Total Direct Énergie |  |

## Rezultate
| Loc | Concurent            | Echipă                  | Timp      |
| --- | -------------------- | ----------------------- | --------- |
| 1   | Sonny Colbrelli      | Team Bahrain Victorious | 6h 01'57" |
| 2   | Florian Vermeersch   | Lotto Soudal            | +0"       |
| 3   | Mathieu van der Poel | Alpecin-Fenix           | +0"       |
| 4   | Gianni Moscon        | Ineos Grenadiers        | +44"      |
| 5   | Yves Lampaert        | Deceuninck–Quick-Step   | +1' 16"   |
| 6   | Christophe Laporte   | Cofidis                 | +1' 16"   |
| 7   | Wout van Aert        | Team Jumbo–Visma        | +1' 16"   |
| 8   | Tom Van Asbroeck     | Israel Start-Up Nation  | +1' 16"   |
| 9   | Guillaume Boivin     | Israel Start-Up Nation  | +1' 16"   |
| 10  | Heinrich Haussler    | Team Bahrain Victorious | +1' 16"   |

## Legături externe
- Site web oficial